# 3 Andromedae
3 Andromedae (kurz 3 And) ist ein dem bloßen Auge lichtschwach erscheinender, orange schimmernder Stern im Sternbild Andromeda. Er befindet sich im Norden der Andromeda dicht an der Grenze zum Sternbild Eidechse. Seine scheinbare Helligkeit beträgt 4,65m. Nach Parallaxen-Messungen der Raumsonde Gaia ist er etwa 189 Lichtjahre von der Erde entfernt. Er nähert sich der Erde mit einer Radialgeschwindigkeit von 35 km/s und zieht entlang der Himmelskugel mit einer relativ hohen Eigenbewegung von 0,236 Bogensekunden pro Jahr.
3 And ist ein Einzelstern und besitzt somit keinen stellaren Begleiter. Er hat sich bereits zu einem Riesenstern entwickelt und gehört dem Spektraltyp K0 IIIb an. Das Suffix „b“ in der Leuchtkraftklasse deutet an, dass 3 And innerhalb der Klasse der Riesensterne zu den leuchtkraftschwächeren gerechnet wird. Er ist ein Red Clump Star und erzeugt daher seine Energie durch das Verbrennen des in seinem Inneren vorhandenen Helium-Vorrats in Kohlenstoff. Die Masse dieses rund 2,3 Milliarden Jahre alten Sterns beträgt etwa 1,7 Sonnenmassen und sein Durchmesser ungefähr 10 Sonnendurchmesser. Im Vergleich zur Sonne hat er eine kühlere Oberfläche; die effektive Temperatur seiner Photosphäre liegt bei rund 4670 Kelvin. An Leuchtkraft übertrifft 3 And die Sonne um das 49-fache.